# Polowania na lisy

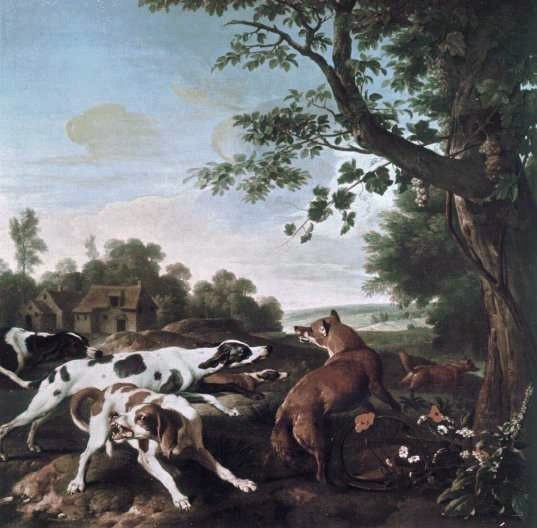
Alexandre-François Desportes, Polowanie na lisy (1720)

Polowanie na lisy – działalność polegająca na tropieniu, ściganiu i zabijaniu lisów rudych. 
Pierwsze polowania na lisy zaczęły się w XV wieku w Wielkiej Brytanii i szybko rozprzestrzeniły się na cały świat. Kontrowersje budzą polowania na lisy z psami gończymi, które były powszechne w Wielkiej Brytanii. W 2002 roku wprowadzono zakaz polowań tym sposobem w Szkocji, dwa lata później także w Anglii oraz Walii.